# 効用モンスター
効用モンスター（英語: utility monster）は、ロバート・ノージックが功利主義への批判として1974年に考案した倫理学の思考実験。

## 思考実験
ノージックが「効用モンスター」と呼ぶ仮定上の存在は、それが消費する資源から誰よりも多くの効用を得る。例えば、クッキーを食べることは普通の人に1単位の快楽しかもたらさないが、効用モンスターには100単位の快楽をもたらす。効用モンスターが資源の各単位からこれだけ多くの快楽を得ることができるのであれば、功利主義の原則から、資源の配分はこの事実を考慮しなければならない。もし効用モンスターが実在する場合、効用モンスターが得る快楽は、それがもたらす苦しみの量を上回ることから、効用モンスター以外のあらゆる存在の不当な扱い（あるいは絶滅）が正当化されることになる。

ノージックは次のように書いている。
功利主義の理論は、他者の犠牲から、他者が失うより圧倒的に多くの効用を得る効用モンスターが存在する可能性により、困難に陥る。……［功利主義の］理論は、効用の総量を増加させるために、我々すべてが効用モンスターの胃の中で犠牲になることを要求しているように思われる。
この思考実験は、功利主義が一見平等主義に見えても、実際にはそうではないということを示すことを目的としている。
この思考実験では、あらゆる体系について、それに応じた効用モンスターを考案できることから、すべての資源が効用モンスターに割り当てられるべきという結論を回避できるような効用の測定法は存在しないと主張される。例えば、ジョン・ロールズのマキシミン原理は、ある集団の効用をその集団に属する各人のうち最も底辺にいる人の効用と同一視する。各単位の資源から圧倒的に多くの効用を得る効用モンスターは、それが十分な量の効用を受け取ったあとは集団の中で最も底辺でなくなり、その効用を考慮する必要がなくなるから、マキシミン原理への反論にはならないが、逆にどれだけ資源が割り当てられても、その資源から非常に少ない量の効用しか得られない効用モンスターに対しては無力である。

## 歴史
20世紀のアメリカの哲学者ロバート・ノージックは、ジェレミ・ベンサムの功利主義哲学に対して「効用モンスター」の用語を考案した。ノージックは、功利主義の理論を受け入れると、ある個人（あるいは特定の集団）が他者よりも多くの効用を受け取る権利を主張して、理論を他者の搾取の正当化に利用することを回避できないと考えた。
ノージックはこれを「効用モンスター」と呼び、不平等や悲しみを感じやすい効用モンスターが存在することで、この差を解消するために効用モンスターにより多くの資源を割り当てる必要が生じ、効用モンスターの集団に属さない人々が残りの資源を分け合う必要が生じることを指摘した。

## 社会的影響

### 人口
効用モンスターは、人口に関する議論で引用される。デレク・パーフィットの単純加算のパラドックス（英語: mere addition paradox）は、人口増加が幸福度の平均を低下させる場合でも、幸福度の総量は増加するということを示している。世界に最良の人生を送る少数の人々が暮らしている状態よりも、ほぼ生きるに値しない人生を送る多数の人々が存在している状態の方が好ましいという結論は、「いとわしい結論（英語: repugnant conclusion）」と呼ばれる。パーフィットは、ノージックの効用モンスターは、普通の人よりも数百万倍多くの効用を経験するという、想定不可能な存在に関する直感に訴えるものであるため、誤解を招くと考えた。

### 電子的生命体
一部の学者は、超知能やその他の電子的生命体が将来発明されると考えている。そのような存在が、幸福を得るために物質的資源を人間よりもはるかに効率的に消費するよう設計された場合、効用モンスターに相当する可能性がある。